# Opius citronipus
Opius citronipus är en stekelart som beskrevs av Fischer 1969. Opius citronipus ingår i släktet Opius och familjen bracksteklar. Inga underarter finns listade i Catalogue of Life.